# Welcome to the Absurd Circus
Welcome to the Absurd Circus é o nono álbum da banda italiana de power metal Labyrinth, lançado em 22 de janeiro de 2017 pela Frontiers Records. É o primeiro álbum deles com o baterista Mattia Peruzzi.
O lançamento foi anunciado em outubro de 2020. Em 3 de novembro de 2020, o vídeo para "The Absurd Circus" foi lançado. Em 1 de dezembro de 2020, "Live Today" foi liberada para streaming. No dia do lançamento do disco, "Sleepwalker" também foi liberada para streaming.

## Lista de faixas
| Faixas de Welcome to the Absurd Circus |                                                                                            |         |  |
| N.º                                    | Título                                                                                     | Duração |  |
| 1.                                     | "The Absurd Circus" (O Circo do Absurdo)                                                   | 6:18    |  |
| 2.                                     | "Live Today" (Viver Hoje)                                                                  | 5:40    |  |
| 3.                                     | "One More Last Chance" (Mais Uma Última Chance)                                            | 6:12    |  |
| 4.                                     | "As Long as It Lasts" (Contanto que Dure)                                                  | 5:18    |  |
| 5.                                     | "Den of Snakes" (Cova de Cobras)                                                           | 6:34    |  |
| 6.                                     | "Word's Minefield" (Campo Minado do Mundo)                                                 | 5:12    |  |
| 7.                                     | "The Unexpected" (O Inesperado)                                                            | 5:06    |  |
| 8.                                     | "Dancing with Tears in My Eyes" (Dançando com Lágrimas nos Meus Olhos (cover do Ultravox)) | 4:41    |  |
| 9.                                     | "Sleepwalker" (Sonâmbulo)                                                                  | 4:25    |  |
| 10.                                    | "A Reason to Survive" (Um Motivo para Sobreviver)                                          | 4:30    |  |
| 11.                                    | "Finally Free" (Enfim Livre)                                                               | 6:23    |  |
| Duração total:                         | Duração total:                                                                             | 60:19   |  |

## Créditos
Fonte:
- Roberto Tiranti - vocais
- Andrea Cantarelli - guitarras
- Olaf Thörsen - guitarras
- Nik Mazzucconi - baixo
- Oleg Smirnoff - teclados
- Mattia Peruzzi - bateria

## Recepção da crítica
| Críticas profissionais | Críticas profissionais |
| Avaliações da crítica  | Avaliações da crítica  |
| Fonte                  | Avaliação              |
| ---------------------- | ---------------------- |
| Metal Hammer Italia    | 85/100                 |

Escrevendo para a Metal Hammer Italia, Stefano Giorgianni disse que o álbum, conforme seu título sugere, é "um trabalho onde a marca registrada da banda está misturada com a extravagância, onde as músicas contêm soluções coloridas para tocar e cantar a ilógica dos tempos delicados como este que têm no coronavirus a cereja no bolo". Ele também achou o álbum mais "guitarrístico" que o anterior, embora "sintonizado com os tempos atuais".